# إنغريد دريكسل
إنغريد دريكسل (بالإسبانية: Ingrid Drexel) هي دراجة مكسيكية، ولدت في 28 يوليو 1993 في مونتيري في المكسيك.

## وصلات خارجية
- إنغريد دريكسل على موقع الاتحاد الدولي للدراجات (الإنجليزية)
- إنغريد دريكسل على موقع أرشيف الدراجات (الإنجليزية)
- إنغريد دريكسل على موقع إحصائيات الدراجات الإحترافية (الإنجليزية)
- إنغريد دريكسل على موقع نسبة الدراجات (الإنجليزية)
- إنغريد دريكسل على موقع اللجنة الأولمبية الدولية (الإنجليزية)
- إنغريد دريكسل على موقع أوليمبيديا (الإنجليزية)